# David Wilhelm Warnekros
David Wilhelm Warnekros (* 15. Juni 1743 in Stralsund; † 18. November 1809 in Greifswald) war ein deutscher Rechtsgelehrter und Direktor des Greifswalder Konsistoriums.

## Leben
Der Sohn des Friedrich Christoph Warnekros, Altermann der Brauerkompagnie, erhielt 1794 das Ordinariat an der Juristischen Fakultät der Universität Greifswald. Er hielt Vorlesungen über die Institutionen des Gaius, Pandekten und Deutsches Recht. 1796 war er Rektor der Hochschule. 1797 wurde er Assessor am Königlich Schwedischen Konsistorium in Greifswald, das er ab 1798 als Direktor leitete.
Er heiratete Hedwig Ulrika (Ulrica) Overkamp († 1787), die Schwester des Orientalisten Georg Wilhelm Overkamp. Ihr Sohn Ehregott Ulrich Warnekros (1779–1830) studierte Medizin und wurde Professor und Stadtphysikus in Greifswald.
Später war er verheiratet mit Wilhelmine von Balthasar, Tochter von Jacob Wilhelm von Balthasar (1726–1807), Major in französischen Diensten sowie zeitweise Pfandbesitzer der Güter Pritzier und Trantow.
David Wilhelm Warnekros jüngerer Bruder Heinrich Ehrenfried Warnekros war Schulleiter in Greifswald.
2019 erwarb die Universität Greifswald einen Teilnachlass der Familie Warnekros, in dem sich unter anderem Ölgemälde mit Porträts von David Wilhelm Warnekros, seiner Frau Hedwig Ulrika sowie seines Bruders Heinrich Ehrenfried befinden. Dazu gehört auch das Stammbuch eines 1802 verstorbenen Sohnes.